# Dominicus Gundisalvi
Dominicus Gundisalvi, latinisiert Dominicus Gundissalinus (spanisch Domínico Gundisalvo oder Domingo Gundisalvo; auch Gundisalvus, Domingo Gonzales, Gundisalvi von Toledo; * um 1110; † nach 1181), war Archidiakon von Cuéllar (bei Segovia) und gilt mit Gerhard von Cremona als der relevanteste Vertreter der Übersetzerschule von Toledo, in der im 12. Jahrhundert unter dem Mäzenat des Erzbischofs Raimund von Toledo zahlreiche Werke arabisch-hebräischer Denker ins Lateinische übersetzt wurden. 
Ab etwa 1140 übersetzte er gemeinsam mit Johannes Hispalensis (und dem evtl. identischen Abraham ibn Daud) nahezu zwanzig Werke aus dem Arabischen.
Unter den zahlreichen Übersetzern aristotelischer Werke des 12. und 13. Jahrhunderts sticht Gundisalvi aufgrund der Tatsache hervor, dass er die Bearbeitung dieser Texte bereits in eigenständige Überlegungen einfließen ließ. Auf dem Hintergrund der Systematik der Werke des Aristoteles schlug Gundisalvi in seinem Werk De divisione philosophiae (ca. 1145) die Unterscheidung zwischen Theologie als divina scientia und Philosophie als humana scientia vor. Letztere teilt sich in propädeutische Wissenschaften (Grammatik, Poetik, Rhetorik), Logik und Philosophie im engeren Sinne auf. Diese ist wiederum untergliedert in eine theoretische und eine praktische Philosophie. Konsequenz dieser Neueinteilung war, dass die septem artes liberales, die bis dahin die Inhalte des mittelalterlichen Studiums geprägt hatten, ihre Eigenständigkeit verloren.

## Werke
- De anima
- De divisione philosophiae[1]
- De immortalitate animae
- De processione mundi
- Fontes quaestionum
- Liber de unitate

## Übersetzungen
- Alejandro de Afrodisia, De intellectu et intellecto
- Al-Farabi, De intellectu et intellecto
- Al-Farabi, Exposición del V libro de los Elementa de Euclide
- Al-Farabi, Liber exercitationis ad viam felicitatis
- Al-Farabi, Fontes quaestionum
- pseudo al-Farabi, De ortu scientiarum
- al-Kindī, De intellectu
- Pseudo-al-Kindī, Liber introductorius in artem logicae
- Avicenna, De anima seu sextus naturalium
- Avicenna, De convenientia et differentia subiectorum
- Avicenna, Logica (die Logik aus dem Buch der Genesung: Kitāb aš-šifā)
- Avicenna, De universalibus
- Avicenna, Liber de philosophia prima
- Avicenna, Liber primus naturalium, tractatus primus
- Avicenna, Liber primus naturalium, tractatus secundus
- Avicenna, Prologus discipuli et capitula
- Avicenna, De viribus cordis
- pseudo-Avicena, Liber caeli et mundi
- Isaac Israeli, Liber de definitionibus
- Al-Ghazali, Logica
- Al-Ghazali, Metaphysica
- Ibn Gabirol, Fons vitae

## Werkausgaben
1. ↑  L. Baur (Hrsg.): De divisione philosophiae. In: Beiträge zur Geschichte der Philosophie des Mittelalters. Band 4, 1903.

| Personendaten    | Personendaten                                                                                       |
| ---------------- | --------------------------------------------------------------------------------------------------- |
| NAME             | Gundisalvi, Dominicus                                                                               |
| ALTERNATIVNAMEN  | Gundisalvo, Domingo (spanisch); Gundissalinus; Gundisalvus; Domingo Gonzales; Gundisalvi von Toledo |
| KURZBESCHREIBUNG | Archidiakon von Cuéllar (bei Segovia), Vertreter der Übersetzerschule von Toledo                    |
| GEBURTSDATUM     | um 1110                                                                                             |
| STERBEDATUM      | nach 1181                                                                                           |